# Lední hokej na Zimních olympijských hrách 1994 – soupiska
Mužského turnaje v ledním hokeji na Zimních olympijských hrách 1994 se zúčastnilo celkem 12 národních týmů.

## Medailisté

### Soupiska Švédska
| Švédská hokejová reprezentace | Švédská hokejová reprezentace | Švédská hokejová reprezentace |
| Post                          | Hráč                          | Klub                          |
| ----------------------------- | ----------------------------- | ----------------------------- |
| Brankáři                      | Tommy Salo                    | Västerås IK                   |
|                               | Håkan Algotsson               | Frölunda HC                   |
|                               | Mikael Sundlöv                | Brynäs IF                     |
| Obránci                       | Magnus Svensson               | Leksands IF                   |
|                               | Fredrik Stillman              | HV71                          |
|                               | Tomas Jonsson                 | Leksands IF                   |
|                               | Roger Johansson               | Leksands IF                   |
|                               | Kenny Jönsson                 | Rögle BK                      |
|                               | Christian Due-Boje            | Djurgårdens IF Hockey         |
|                               | Leif Rohlin                   | Västerås IK                   |
| Útočníci                      | Håkan Loob                    | Färjestad BK                  |
|                               | Patrik Juhlin                 | Västerås IK                   |
|                               | Peter Forsberg                | MODO Hockey                   |
|                               | Roger Hansson                 | Rögle BK                      |
|                               | Mats Näslund                  | Malmö IF                      |
|                               | Jonas Bergqvist               | Leksands IF                   |
|                               | Charles Berglund              | Djurgårdens IF Hockey         |
|                               | Stefan Örnskog                | HV71                          |
|                               | Patric Kjellberg              | HV71                          |
|                               | Niklas Eriksson               | Leksands IF                   |
|                               | Andreas Dackell               | Brynäs IF                     |
|                               | Daniel Rydmark                | Malmö IF                      |
|                               | Jörgen Jönsson                | Rögle BK                      |

- Trenéři: Curt Lundmark, Pär Mårts

### Soupiska Kanady
| Kanadská hokejová reprezentace | Kanadská hokejová reprezentace | Kanadská hokejová reprezentace |
| Post                           | Hráč                           | Klub                           |
| ------------------------------ | ------------------------------ | ------------------------------ |
| Brankáři                       | Corey Hirsch                   | Binghamton Rangers             |
|                                | Manny Legace                   | Kanadská reprezentace          |
|                                | Alain Roy                      | Jokerit                        |
| Obránci                        | Brad Werenka                   | Cape Breton Oilers             |
|                                | Derek Mayer                    | Kanadská reprezentace          |
|                                | Mark Astley                    | HC Ambrì-Piotta                |
|                                | Adrian Aucoin                  | Hamilton Canucks               |
|                                | Chris Therien                  | Kanadská reprezentace          |
|                                | Brad Schlegel                  | Saint John Flames              |
|                                | David Harlock                  | St. John's Maple Leafs         |
|                                | Ken Lovsin                     | Kanadská reprezentace          |
| Útočníci                       | Paul Kariya                    | University of Maine            |
|                                | Petr Nedvěd                    | Kanadská reprezentace          |
|                                | Todd Hlushko                   | Kanadská reprezentace          |
|                                | Chris Kontos                   | Kanadská reprezentace          |
|                                | Dwayne Norris                  | Kanadská reprezentace          |
|                                | Brian Savage                   | Kanadská reprezentace          |
|                                | Greg Parks                     | Leksands IF                    |
|                                | Greg Johnson                   | Detroit Red Wings              |
|                                | Todd Warriner                  | Kanadská reprezentace          |
|                                | Fabian Joseph                  | Kanadská reprezentace          |
|                                | Wally Schreiber                | EC Hedos München               |
|                                | Jean-Yves Roy                  | Binghamton Rangers             |

- Trenéři: Tom Renney, Danny Dubé

### Soupiska Finska
| Finská hokejová reprezentace | Finská hokejová reprezentace | Finská hokejová reprezentace |
| Post                         | Hráč                         | Klub                         |
| ---------------------------- | ---------------------------- | ---------------------------- |
| Brankáři                     | Jarmo Myllys                 | Rauman Lukko                 |
|                              | Jukka Tammi                  | Ilves                        |
|                              | Pasi Kuivalainen             | KalPa                        |
| Obránci                      | Marko Kiprusoff              | TPS                          |
|                              | Mika Strömberg               | Jokerit                      |
|                              | Hannu Virta                  | TPS                          |
|                              | Timo Jutila                  | Tappara                      |
|                              | Janne Laukkanen              | HPK                          |
|                              | Erik Hämäläinen              | Jokerit                      |
|                              | Pasi Sormunen                | IFK Helsinky                 |
| Útočníci                     | Mika Nieminen                | Luleå HF                     |
|                              | Saku Koivu                   | TPS                          |
|                              | Ville Peltonen               | IFK Helsinky                 |
|                              | Janne Ojanen                 | Tappara                      |
|                              | Esa Keskinen                 | TPS                          |
|                              | Raimo Helminen               | Malmö IF                     |
|                              | Marko Palo                   | HPK                          |
|                              | Jere Lehtinen                | TPS                          |
|                              | Mika Alatalo                 | Rauman Lukko                 |
|                              | Petri Varis                  | Jokerit                      |
|                              | Sami Kapanen                 | KalPa                        |
|                              | Tero Lehterä                 | Kiekko-Espoo                 |
|                              | Mikko Mäkelä                 | Malmö IF                     |

- Trenéři: Curt Lindström, Hannu Aravirta

## Ostatní

### Soupiska Ruska
| 4. Ruská hokejová reprezentace | 4. Ruská hokejová reprezentace | 4. Ruská hokejová reprezentace |
| Post                           | Hráč                           | Klub                           |
| ------------------------------ | ------------------------------ | ------------------------------ |
| Brankáři                       | Andrej Zujev                   | Traktor Čeljabinsk             |
|                                | Sergej Abramov                 | Ak Bars Kazaň                  |
|                                | Valerij Ivannikov              | SKA Petrohrad                  |
| Obránci                        | Sergej Sorokin                 | HK Dynamo Moskva               |
|                                | Oleg Davidov                   | Traktor Čeljabinsk             |
|                                | Alexandr Smirnov               | TPS                            |
|                                | Sergej Šenděljev               | EC Hedos München               |
|                                | Sergej Těrtyšnyj               | Traktor Čeljabinsk             |
|                                | Igor Ivanov                    | Křídla Sovětů Moskva           |
|                                | Oleg Šargorodskij              | HK Dynamo Moskva               |
|                                | Vladimir Tarasov               | HK Lada Toljatti               |
| Útočníci                       | Andrej Nikolišin               | HK Dynamo Moskva               |
|                                | Sergej Berezin                 | Chimik Voskresensk             |
|                                | Alexandr Vinogradov            | SKA Petrohrad                  |
|                                | Ravil Gusmanov                 | Traktor Čeljabinsk             |
|                                | Valerij Karpov                 | Traktor Čeljabinsk             |
|                                | Dmitrij Denisov                | Salavat Julajev Ufa            |
|                                | Pavel Torgajev                 | TPS                            |
|                                | Alexej Kudašov                 | St. John's Maple Leafs         |
|                                | Andrej Tarasenko               | Traktor Čeljabinsk             |
|                                | Igor Varickij                  | Traktor Čeljabinsk             |
|                                | Georgij Jevťjuchin             | HK Spartak Moskva              |
|                                | Vjačeslav Bezukladnikov        | HK Lada Toljatti               |

- Trenéři: Viktor Tichonov, Igor Dmitrijev

### Soupiska Česka
| 5. Česká hokejová reprezentace | 5. Česká hokejová reprezentace | 5. Česká hokejová reprezentace |
| Post                           | Hráč                           | Klub                           |
| ------------------------------ | ------------------------------ | ------------------------------ |
| Brankáři                       | Petr Bříza                     | EV Landshut                    |
|                                | Roman Turek                    | Madeta Motor České Budějovice  |
|                                | Jaroslav Kameš                 | Poldi SONP Kladno              |
| Obránci                        | Drahomír Kadlec                | ESV Kaufbeuren                 |
|                                | Bedřich Ščerban                | Brynäs IF                      |
|                                | Jan Vopat                      | HC Chemopetrol Litvínov        |
|                                | Jiří Veber                     | Poldi SONP Kladno              |
|                                | Miloslav Hořava                | HV71                           |
|                                | Antonín Stavjaňa               | HV71                           |
|                                | Jiří Vykoukal                  | HC Sparta Praha                |
| Útočníci                       | Jiří Kučera                    | Tappara                        |
|                                | Richard Žemlička               | Eisbären Berlín                |
|                                | Otakar Janecký                 | Jokerit                        |
|                                | Pavel Geffert                  | HC Sparta Praha                |
|                                | Petr Hrbek                     | Sportbund DJK Rosenheim        |
|                                | Tomáš Sršeň                    | Rögle BK                       |
|                                | Roman Horák                    | Madeta Motor České Budějovice  |
|                                | Jiří Doležal                   | EHC 80 Nürnberg                |
|                                | Kamil Kašťák                   | HC Chemopetrol Litvínov        |
|                                | Jan Alinč                      | HC Chemopetrol Litvínov        |
|                                | Radek Ťoupal                   | Madeta Motor České Budějovice  |
|                                | Martin Hosták                  | MODO Hockey                    |
|                                | Tomáš Kapusta                  | HPK                            |

- Trenéři: Ivan Hlinka, Stanislav Neveselý

### Soupiska Slovenska
| 6. Slovenská hokejová reprezentace | 6. Slovenská hokejová reprezentace | 6. Slovenská hokejová reprezentace |
| Post                               | Hráč                               | Klub                               |
| ---------------------------------- | ---------------------------------- | ---------------------------------- |
| Brankáři                           | Eduard Hartmann                    | HK Dukla Trenčín                   |
|                                    | Jaromír Dragan                     |                                    |
|                                    | Miroslav Michálek                  |                                    |
| Obránci                            | Róbert Švehla                      |                                    |
|                                    | Jerguš Bača                        |                                    |
|                                    | Marián Smerčiak                    |                                    |
|                                    | Miroslav Marcinko                  |                                    |
|                                    | Vladimír Búřil                     |                                    |
|                                    | Ján Varholík                       |                                    |
|                                    | Ľubomír Sekeráš                    |                                    |
|                                    | Stanislav Medřík                   |                                    |
| Útočníci                           | Žigmund Pálffy                     |                                    |
|                                    | Miroslav Šatan                     |                                    |
|                                    | Peter Šťastný                      |                                    |
|                                    | Oto Haščák                         |                                    |
|                                    | Róbert Petrovický                  |                                    |
|                                    | Jozef Daňo                         |                                    |
|                                    | Ľubomír Kolník                     |                                    |
|                                    | Branislav Jánoš                    |                                    |
|                                    | Roman Kontšek                      |                                    |
|                                    | René Pucher                        |                                    |
|                                    | Vlastimil Plavucha                 |                                    |
|                                    | Dušan Pohorelec                    |                                    |

- Trenéři: Július Šupler, František Hossa

### Soupiska Německa
| 7. Německá hokejová reprezentace | 7. Německá hokejová reprezentace | 7. Německá hokejová reprezentace |
| Post                             | Hráč                             | Klub                             |
| -------------------------------- | -------------------------------- | -------------------------------- |
| Brankáři                         | Helmut de Raaf                   |                                  |
|                                  | Klaus Merk                       |                                  |
|                                  | Joseph Heiss                     |                                  |
| Obránci                          | Jörg Mayr                        |                                  |
|                                  | Alexander Serikow                |                                  |
|                                  | Jayson Meyer                     |                                  |
|                                  | Andreas Niederberger             |                                  |
|                                  | Richard Amann                    |                                  |
|                                  | Mirko Lüdemann                   |                                  |
|                                  | Ulrich Hiemer                    |                                  |
|                                  | Torsten Kienass                  |                                  |
| Útočníci                         | Leo Stefan                       |                                  |
|                                  | Thomas Brandl                    |                                  |
|                                  | Bernd Truntschka                 |                                  |
|                                  | Benoid Doucet                    |                                  |
|                                  | Dieter Hegen                     |                                  |
|                                  | Raimond Hilger                   |                                  |
|                                  | Stefan Ustorf                    |                                  |
|                                  | Jörg Handrick                    |                                  |
|                                  | Wolfgang Kummer                  |                                  |
|                                  | Michael Rumrich                  |                                  |
|                                  | Georg Franz                      |                                  |
|                                  | Jan Benda                        |                                  |

- Trenéři: Luděk Bukač, Franz Reindl

### Soupiska USA
| 8. Americká hokejová reprezentace | 8. Americká hokejová reprezentace | 8. Americká hokejová reprezentace |
| Post                              | Hráč                              | Klub                              |
| --------------------------------- | --------------------------------- | --------------------------------- |
| Brankáři                          | Garth Snow                        | Cornwall Aces                     |
|                                   | Mike Dunham                       | Albany River Rats                 |
| Obránci                           | Barry Richter                     | Binghamton Rangers                |
|                                   | Ted Crowley                       | Hartford Whalers                  |
|                                   | Matt Martin                       | St. John's Maple Leafs            |
|                                   | Peter Laviolette jr.              | San Diego Gulls                   |
|                                   | Brett Hauer                       | Las Vegas Thunder                 |
|                                   | Chris Imes                        | University of Maine               |
|                                   | Travis Richards                   | Kalamazoo Wings                   |
| Útočníci                          | David Sacco                       | St. John's Maple Leafs            |
|                                   | Brian Rolston                     | Albany River Rats                 |
|                                   | Peter Ferraro                     | University of Maine               |
|                                   | Peter Ciavaglia                   | Leksands IF                       |
|                                   | David Roberts                     | Peoria Rivermen                   |
|                                   | Mark Beaufait                     | Kansas City Blades                |
|                                   | John Lilley                       | San Diego Gulls                   |
|                                   | Jeff Lazaro                       | Providence Bruins                 |
|                                   | Craig Johnson                     | University of Minnesota           |
|                                   | Ted Drury                         | Calgary Flames                    |
|                                   | Todd Marchant                     | Cape Breton Oilers                |
|                                   | Jim Campbell                      | Fredericton Canadiens             |
|                                   | Darby Hendrickson                 | St. John's Maple Leafs            |

- Trenéři: Tim Taylor, John Cunniff

### Soupiska Itálie
| 9. Italská hokejová reprezentace | 9. Italská hokejová reprezentace | 9. Italská hokejová reprezentace |
| Post                             | Hráč                             | Klub                             |
| -------------------------------- | -------------------------------- | -------------------------------- |
| Brankáři                         | David Delfino                    |                                  |
|                                  | Bruno Campese                    |                                  |
|                                  | Michael Rosati                   |                                  |
| Obránci                          | Jimmi Camazzola                  |                                  |
|                                  | Leo Insam                        |                                  |
|                                  | Philip Di Gaetano                |                                  |
|                                  | Anthony Circelli                 |                                  |
|                                  | Luigi Da Corte                   |                                  |
|                                  | William Stewart                  |                                  |
|                                  | Michael De Angelis               |                                  |
|                                  | Robert Oberrauch                 |                                  |
| Útočníci                         | Gaetano Orlando                  |                                  |
|                                  | Bruno Zarrillo                   |                                  |
|                                  | Stephan Figliuzzi                |                                  |
|                                  | Lucio Topatigh                   |                                  |
|                                  | Maurizio Mansi                   |                                  |
|                                  | Roland Ramoser                   |                                  |
|                                  | Martin Pavlů                     |                                  |
|                                  | Emilio Iovio                     |                                  |
|                                  | Patrick Brugnoli                 |                                  |
|                                  | Lino De Toni                     |                                  |
|                                  | Vezio Sacratini                  |                                  |
|                                  | Alexander Gschliesser            |                                  |

- Trenéři: Bryan Lefley, Dale McCourt

### Soupiska Francie
| 10. Francouzská hokejová reprezentace | 10. Francouzská hokejová reprezentace | 10. Francouzská hokejová reprezentace |
| Post                                  | Hráč                                  | Klub                                  |
| ------------------------------------- | ------------------------------------- | ------------------------------------- |
| Brankáři                              | Petri Ylönen                          |                                       |
|                                       | Michel Vallière                       |                                       |
| Obránci                               | Serge Poudrier                        |                                       |
|                                       | Gerald Guennelon                      |                                       |
|                                       | Denis Perez                           |                                       |
|                                       | Bruno Saunier                         |                                       |
|                                       | Steven Woodburn                       |                                       |
|                                       | Stéphane Botteri                      |                                       |
|                                       | Christophe Moyon                      |                                       |
| Útočníci                              | Benoit Laporte                        |                                       |
|                                       | Pierrick Maïa                         |                                       |
|                                       | Franck Pajonkowski                    |                                       |
|                                       | Franck Saunier                        |                                       |
|                                       | Christophe Ville                      |                                       |
|                                       | Pierre Pousse                         |                                       |
|                                       | Arnaud Briand                         |                                       |
|                                       | Eric Lemarque                         |                                       |
|                                       | Benjamin Agnel                        |                                       |
|                                       | Stéphane Arcangeloni                  |                                       |
|                                       | Sylvain Girard                        |                                       |
|                                       | Antoine Richer                        |                                       |

- Trenéři: Kjell Larsson, Jean-Claude Sozzi

### Soupiska Norska
| 11. Norská hokejová reprezentace | 11. Norská hokejová reprezentace | 11. Norská hokejová reprezentace |
| Post                             | Hráč                             | Klub                             |
| -------------------------------- | -------------------------------- | -------------------------------- |
| Brankáři                         | Jim Marthinsen                   | Vålerenga Ishockey               |
|                                  | Robert Schistad                  | Viking IK                        |
|                                  | Steve Allman                     | Manglerud Star Ishockey          |
| Obránci                          | Petter Salsten                   | Storhamar Hockey                 |
|                                  | Cato Tom Andersen                | Furuset IF                       |
|                                  | Tommy Jakobsen                   | Lillehammer IK                   |
|                                  | Svein Enok Nørstebø              | Lillehammer IK                   |
|                                  | Jan-Roar Fagerli                 | Manglerud Star Ishockey          |
|                                  | Sven Erik Bjørnstad              | Vålerenga Ishockey               |
|                                  | Morgan Andersen                  | Lillehammer IK                   |
| Útočníci                         | Ole-Eskild Dahlstrøm             | Storhamar Hockey                 |
|                                  | Espen Knutsen                    | Vålerenga Ishockey               |
|                                  | Marius Rath                      | Vålerenga Ishockey               |
|                                  | Geir Hoff                        | Lillehammer IK                   |
|                                  | Roy Einar Johansen               | Vålerenga Ishockey               |
|                                  | Vegar Barlie                     | Lillehammer IK                   |
|                                  | Trond Magnussen                  | Stjernen Hockey                  |
|                                  | Morten Finstad                   | Stjernen Hockey                  |
|                                  | Erik Kristiansen                 | Storhamar Hockey                 |
|                                  | Lars Håkon Andersen              | Stjernen Hockey                  |
|                                  | Arne Billkvam                    | Sparta Warriors                  |
|                                  | Petter Thoresen                  | Storhamar Hockey                 |
|                                  | Tom Johansen                     | Vålerenga Ishockey               |

- Trenéři: Bengt Olsson, Tore Jobs

### Soupiska Rakouska
| 12. Rakouská hokejová reprezentace | 12. Rakouská hokejová reprezentace | 12. Rakouská hokejová reprezentace |
| Post                               | Hráč                               | Klub                               |
| ---------------------------------- | ---------------------------------- | ---------------------------------- |
| Brankáři                           | Brian Stankiewicz                  |                                    |
|                                    | Michael Puschacher                 |                                    |
|                                    | Claus Dalpiaz                      |                                    |
| Obránci                            | James Burton                       |                                    |
|                                    | Martin Ulrich                      |                                    |
|                                    | Martin Krainz                      |                                    |
|                                    | Michael Günther                    |                                    |
|                                    | Engelbert Linder                   |                                    |
|                                    | Michael Shea                       |                                    |
|                                    | Herbert Hohenberger                |                                    |
|                                    | Karl Heinzle                       |                                    |
| Útočníci                           | Marty Dallman                      |                                    |
|                                    | Werner Kerth                       |                                    |
|                                    | Gerhard Puschnik                   |                                    |
|                                    | Ken Strong                         |                                    |
|                                    | Andreas Pusnik                     |                                    |
|                                    | Rob Doyle                          |                                    |
|                                    | Richard Nasheim                    |                                    |
|                                    | Wolfgang Kromp                     |                                    |
|                                    | Manfred Mühr                       |                                    |
|                                    | Günther Lanzinger                  |                                    |
|                                    | Gerald Ressmann                    |                                    |
|                                    | Dieter Kalt                        |                                    |

- Trenéři: Ken Tyler, Ron Kennedy

## Reprezentační dresy
| Kanada | Finsko  | Francie   | Itálie   |
| ------ | ------- | --------- | -------- |
|        |         |           |          |
| Norsko | Rusko   | Slovensko | Švédsko  |
|        |         |           |          |
| Česko  | Německo | USA       | Rakousko |
|        |         |           |          |